# Saint-Aubin-en-Bray
Saint-Aubin-en-Bray is een gemeente in het Franse departement Oise (regio Hauts-de-France). De plaats maakt deel uit van het arrondissement Beauvais. Saint-Aubin-en-Bray telde op 1 januari 2022 1.193 inwoners.

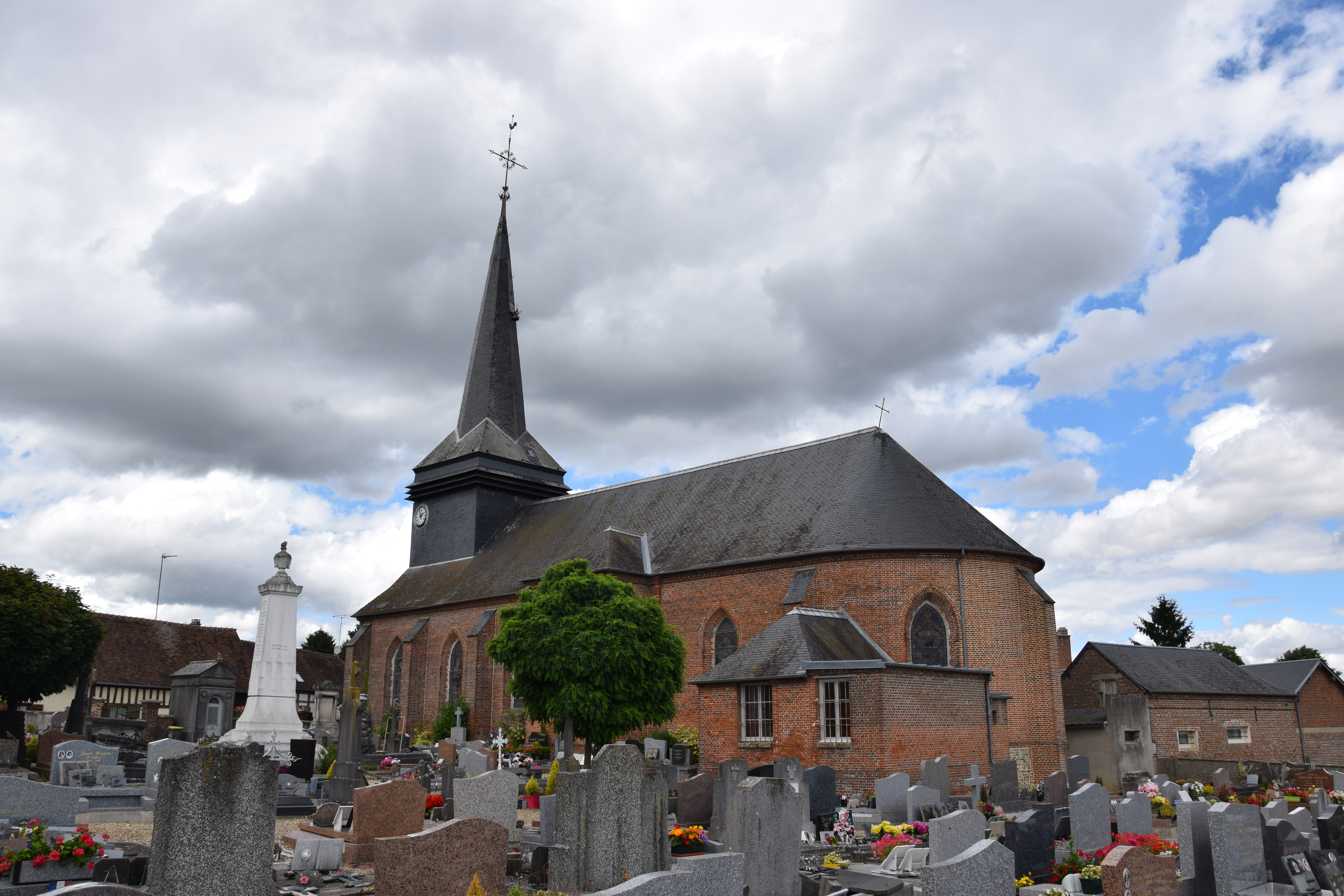
Kerk van Saint-Aubin-en-Bray

## Geografie
De oppervlakte van Saint-Aubin-en-Bray bedroeg op 1 januari 2022 6,38 vierkante kilometer; de bevolkingsdichtheid was toen 187 inwoners per km².

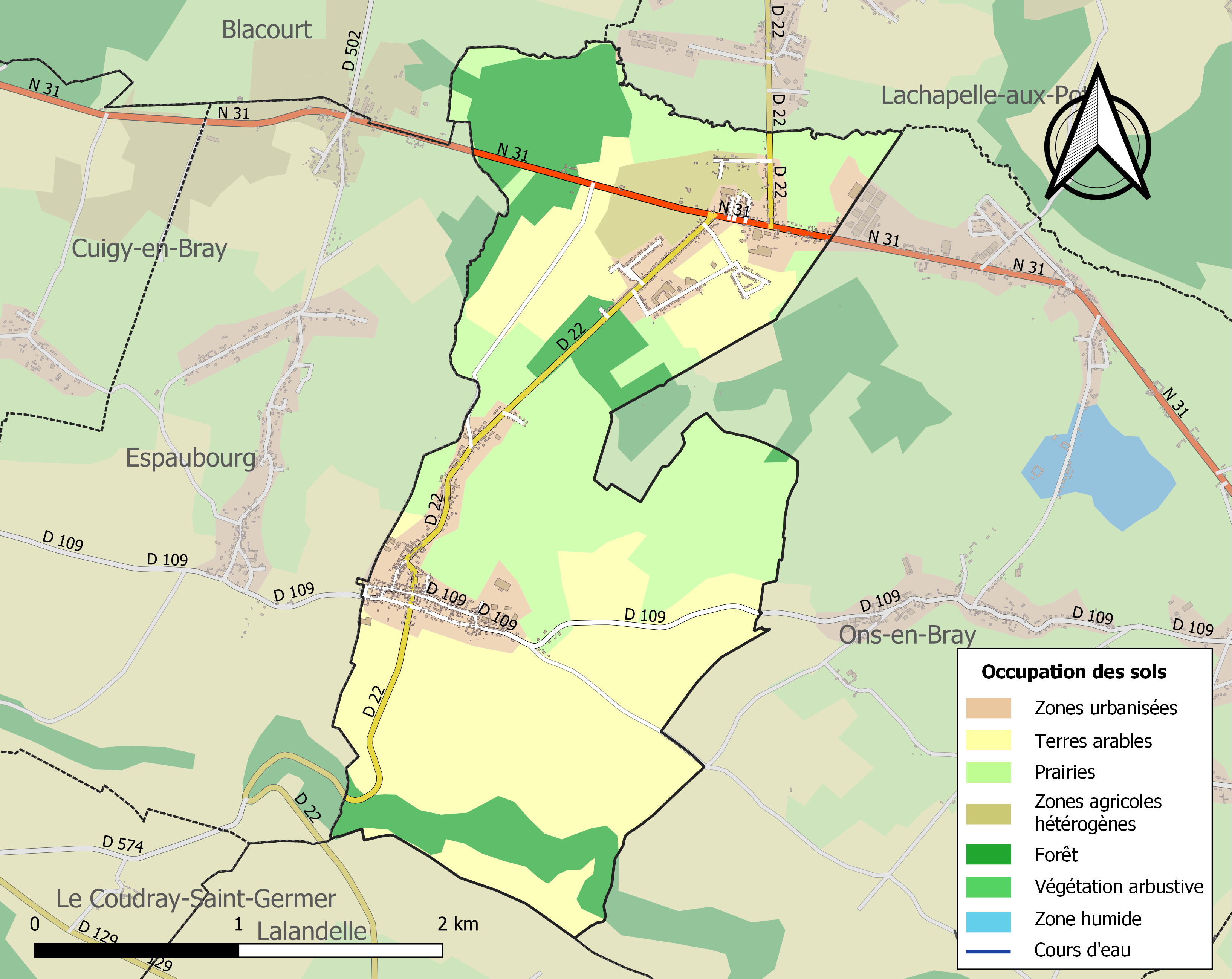
Kaart van de gemeente met belangrijkste infrastructuur, bodemgebruik en omliggende gemeenten

## Demografie
Onderstaande figuur toont het verloop van het inwonertal (bron: INSEE-tellingen).